# Грищук Сергій Володимирович
Сергі́й Володи́мирович Грищу́к (15 серпня 1983, с. Велика Іловиця, Тернопільська область — 3 квітня 2022, с. Солодке, Волноваський район, Донецька область) — український військовослужбовець, солдат Збройних сил України, учасник російсько-української війни. Кавалер ордена «За мужність» III ступеня (2023, посмертно).

## Життєпис
Сергій Грищук народився 15 серпня 1983 року в селі Великій Іловиці, нині Шумської громади Кременецького району Тернопільської области України.
У 2017 році брав участь у бойових діях у зоні АТО, а через рік служби після важкого поранення був комісований.
З початком російського вторгнення 2022 року повернувся з Польщі та пішов захищати Україну як доброволець. 
Служив у 140-му окремому розвідувальному батальйоні. Загинув 3 квітня 2022 року в селі Солодке Волноваського району Донецької області.
Залишився 14-річний син.

## Нагороди
- орден «За мужність» III ступеня (10 травня 2023, посмертно) — за особисту мужність, виявлену у захисті державного суверенітету та територіальної цілісності України, самовіддане виконання військового обов'язку[1];
- почесний громадянин Тернопільської области (2025, посмертно)[2].